# Qualificazioni al campionato mondiale di calcio 2026 - CAF - girone F
Questa voce raccoglie i risultati delle partite del girone F delle qualificazioni al Campionato mondiale di calcio 2026 per la zona africana.

## Classifica
| Squadra        | Pt | G | V | N | P | GF | GS | DR  |
| -------------- | -- | - | - | - | - | -- | -- | --- |
| Costa d'Avorio | 16 | 6 | 5 | 1 | 0 | 14 | 0  | +14 |
| Gabon          | 15 | 6 | 5 | 0 | 1 | 12 | 6  | +6  |
| Burundi        | 10 | 6 | 3 | 1 | 2 | 13 | 7  | +6  |
| Kenya          | 6  | 6 | 1 | 3 | 2 | 11 | 8  | +3  |
| Gambia         | 4  | 6 | 1 | 1 | 4 | 12 | 13 | -1  |
| Seychelles     | 0  | 6 | 0 | 0 | 6 | 2  | 30 | -28 |

## Risultati

### 1ª giornata
| Arbitro: | Djindo Louis Houngnandande |

|                                        |           |                                  |
| Bigirimana 31’ Nsabiyumva 35’ Sudi 75’ | Marcatori | 45+4’ Barrow 90+8’ (rig.) Colley |

| Arbitro: | Mohamed Maarouf Eid Mansour |

|                       |           |           |
| Bouanga 60’ Kanga 88’ | Marcatori | 40’ Choka |

| Arbitro: | Adalbert Diouf |

| |           |  |
| Haller 20’ (rig.) Sangaré 24’ Adingra 36’ Konaté 40’ (rig.), 90+5’ Fofana 60’ Traorè 77’, 90+4’ Krasso 84’ (rig.) | Marcatori |  |

### 2ª giornata
| Arbitro: | Issa Sy |

|                |           |                           |
| Bigirimana 87’ | Marcatori | 35’ Allevinah 83’ Bouanga |

| Arbitro: | Jalal Jayed |

|  |           |                       |
|  | Marcatori | 45’ Kouamé 85’ Fofana |

| Arbitro: | Younoussa Camara |

|  |           |                                                  |
|  | Marcatori | 3’, 6’ Olunga 45+3’ Choka 62’ Onyango 73’ Omalla |

### 3ª giornata
| Arbitro: | Jean Ouattara |

|           |           |              |
| Abuya 72’ | Marcatori | 85’ Abdallah |

| Arbitro: | Omar Abdulkadir Artan |

|            |           |  |
| Fofana 36’ | Marcatori |  |

| Arbitro: | Joseph Odey Ogabor |

|                                                            |           |               |
| Badamosi 10’, 66’ Barrow 52’ (rig.) Minteh 55’ Sidibeh 78’ | Marcatori | 14’ Henriette |

### 4ª giornata
| Arbitro: | Sadok Selmi |

|                                          |           |                      |
| Allevinah 52’ Aubameyang 70’ Bouanga 71’ | Marcatori | 33’ Minteh 76’ Adams |

| Lilongwe 11 giugno 2024, ore 15:00 UTC+2 | Kenya       | 0 – 0 referto | Costa d'Avorio | Bingu National Stadium (6 000 spett.)\| Arbitro: \| Jalal Jayed \| |
| Arbitro:                                 | Jalal Jayed |               |                |                                                                    |

| Arbitro: | Mohamed Ali Moussa |

|             |           |                                  |
| Hoareau 78’ | Marcatori | 34’ Abdallah 62’, 69’ Kanakimana |

### 5ª giornata
| Arbitro: | Mehrez Melki |

|                               |           |  |
| Allevinah 3’ Bouanga 30’, 63’ | Marcatori |  |

| Arbitro: | Abdou Abdel Mefire |

|                            |           |                                            |
| Barrow 55’, 84’ Minteh 61’ | Marcatori | 69’ (rig.) Olunga 75’ Bajaber 90+6’ Wilson |

| Arbitro: | Samir Guezzaz |

|  |           |              |
|  | Marcatori | 16’ Guessand |

### 6ª giornata
| Arbitro: | Ibrahim Mutaz |

|            |           |                            |
| Olunga 62’ | Marcatori | 16’, 52’ (rig.) Aubameyang |

| Arbitro: | Ring Nyier Akech Malong |

|            |           |  |
| Haller 15’ | Marcatori |  |

| Arbitro: | Youcef Gamouh |

|                                                                     |           |  |
| Nduwarugira 22’ Bimenyimana 24’, 31’ Kanakimana 50’ Girumugisha 56’ | Marcatori |  |

### 7ª giornata
| Saint Pierre 3 settembre 2025, ore 17:00 UTC+4 | Seychelles | – referto | Gabon | Côte d'Or National Sports Complex |

| Nairobi 5 settembre 2025, ore 16:00 UTC+3 | Kenya | – referto | Gambia | Moi International Sports Centre |

| Abidjan 5 settembre 2025, ore 19:00 UTC+0 | Costa d'Avorio | – referto | Burundi | Stadio Félix Houphouët-Boigny |

### 8ª giornata
| Nairobi 9 settembre 2025, ore 16:00 UTC+3 | Kenya | – referto | Seychelles | Moi International Sports Centre |

| Franceville 9 settembre 2025, ore 20:00 UTC+1 | Gabon | – referto | Costa d'Avorio | Stade de Franceville |

| Nairobi 9 settembre 2025, ore 22:00 UTC+3 | Gambia | – referto | Burundi | Nyayo National Stadium |

### 9ª giornata
| ottobre 2025 | Seychelles | – | Costa d'Avorio |  |

| ottobre 2025 | Gambia | – | Gabon |  |

| ottobre 2025 | Burundi | – | Kenya |  |

### 10ª giornata
| ottobre 2025 | Gabon | – | Burundi |  |

| ottobre 2025 | Seychelles | – | Gambia |  |

| ottobre 2025 | Costa d'Avorio | – | Kenya |  |